# 盧什尼基 (紹斯特卡區)
51°41′55″N 33°11′48″E / 51.69861°N 33.19667°E
盧什尼基（烏克蘭語：Лушники）是位於烏克蘭東北部的村莊，由蘇梅州紹斯特卡區的紹斯特卡市鎮負責管轄。該村處於奧索塔河左岸，距離傑斯納河3公里，2001年人口527。